# Тајтусвил (Њујорк)
Тајтусвил (енгл. Titusville) насељено је место без административног статуса у америчкој савезној држави Њујорк.

## Демографија
По попису из 2010. године број становника је 811.
| Група             | 2000.    | 2010.       |
| Белци             | 0 (0,0%) | 698 (86,1%) |
| Афроамериканци    | 0 (0,0%) | 39 (4,8%)   |
| Азијати           | 0 (0,0%) | 15 (1,8%)   |
| Хиспаноамериканци | 0 (0,0%) | 62 (7,6%)   |
| Укупно            | 0        | 811         |